# Noordwijk (Holanda Meridional)

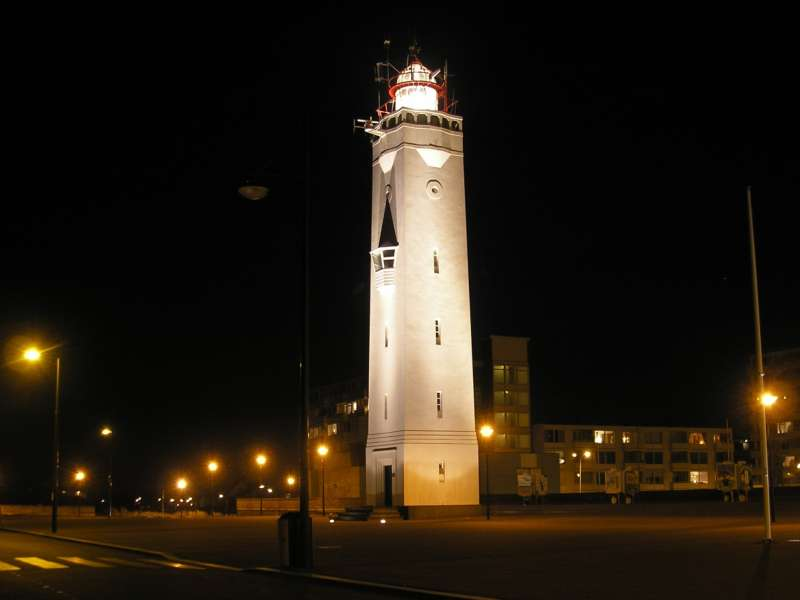
Imagen de un Faro en Noordwijk.

Noordwijk (población: 24.707 en mayo de 2006) es una ciudad y un municipio en la zona oeste de los Países Bajos, en la provincia de Holanda Meridional. El municipio ocupa un área de 51,53 km² (de los cuales 16,12 km² son agua).
El municipio de Noordwijk está formado por dos comunidades Noordwijk aan Zee y Noordwijk-Binnen, separadas por un estrecho cinturón verde.
Además de por sus playas, Noordwijk es también conocido por sus campos de flores.
En Noordwijk está también la jefatura de la base de operaciones científicas (European Space Research and Technology Centre o ESTEC), parte de la Agencia Espacial Europea (ESA). El centro de visitantes Space Expo es una exhibición permanente sobre el espacio.

## Noordwijk aan Zee
Noordwijk aan Zee fue fundado alrededor del año 1200, como un pueblo pesquero. Hasta principios del siglo XIX, la pesca siguió siendo la actividad principal, pero más tarde empezó a ser sustituida por la creciente industria del turismo. Hoy en día gracias a sus largas playas de arena, es una popular ciudad con 1.000.000 de pernoctaciones al año.
Noordwijk aan Zee está clasificada como la duodécima población más rica de Holanda.

## Noordwijk-Binnen
Debido al martirio del sacerdote Jeroen en 857, el arzobispo de Utrecht hizo de Noordwijk-Binnen un lugar de peregrinaje en 1429. Tanto la Iglesia católica como la protestante tienen a San Jeroen como su santo titular.
El área alrededor de Noordwijk-Binnen ha sido durante mucho tiempo una parte importante de la industria regional del cultivo de bulbos de flores. Las dunas fueron excavadas y transformadas en campos para el cultivo de estos bulbos.
Noordwijk-Binnen ha conservado su carácter histórico y por lo tanto está protegida por la Ley de Monumentos Holandesa.
Además, fue el lugar de fallecimiento de la insigne Maria Montessori.

## Turismo sostenible
En el año 2012 Noordwijk recibió el premio QualityCoast de oro por sus esfuerzos por convertirse en un destino turístico sostenible. Gracias a este premio, Noordwijk ha sido seleccionado para ser incluido en el atlas global del turismo sostenible, DestiNet.